# Sprinklr
Sprinklr (Eigenschreibweise: sprinklr) ist ein US-amerikanisches Softwareunternehmen. Es vertreibt die gleichnamige Software-as-a-Service-Plattform für verschiedene Bereiche des Online-Marketings. Das Unternehmen ist an der New York Stock Exchange gelistet.

## Geschichte
Sprinklr wurde 2009 vom Unternehmer Ragy Thomas gegründet, welcher bis heute als Chief Executive Officer fungiert. Am 15. Januar 2010 ging der Dienst online. Zu den früheren Investoren gehörte die Private-Equity-Gesellschaft Hellman & Friedman. Am 23. Juni 2021 wurden die Aktie für den öffentlichen Handel an der New York Stock Exchange freigegeben.
Die Vertriebsplattform Sprinklr vereint Elemente des Social Media Marketings, Content-Management und Webmonitoring. Es ermöglicht den Nutzer, eine hohe Anzahl von Kundenbeziehungen zu analysieren und gleichzeitig anwenderorientierte Rückmeldung zu geben. Die Software greift dabei auf Künstliche Intelligenz zurück. Zu den Kunden gehören unter anderem Cisco, Microsoft, McDonald’s, Samsung, L’Oréal und Prada.

## Kritik
Im April 2020 bot Sprinklr der Regierung von Kerala während der COVID-19-Pandemie in Indien eine App zur Fallverfolgung und Datenverwaltung an. Kurz darauf wurde dem Unternehmen von der Opposition eine unrechtmäßige Nutzung von COVID-19-Patientendaten vorgeworfen. Das Unternehmen wies alle Vorwürfe zurück. Ein Gericht bestätigte später, dass Sprinklr keinen Zugriff auf die Patientendaten hat und dass die Daten in Indien gespeichert werden.
Am 17. November 2021 stimmte eine Bundesjury in Oregon den Behauptungen der in Portland ansässigen Opal Labs zu, dass Sprinklr Geschäftsgeheimnisse missbraucht und sowohl einen Partnervertrag als auch eine Geheimhaltungsvereinbarung verletzt habe. Das Urteil ist die jüngste Entwicklung in einem sich über vier Jahre hinziehenden Rechtsstreit zwischen den beiden Unternehmen. „Das Urteil der Jury bestätigt, was Opal seit Jahren sagt: Sprinklr hat die Schlüsselkomponenten der Software von Opal gestohlen und sie im Konkurrenzprodukt von Sprinklr verwendet. Die Geschworenen stellten einstimmig fest, dass Sprinklr die Geschäftsgeheimnisse von Opal gestohlen und seine Geheimhaltungsvereinbarungen verletzt hat“, sagte Opal-Anwalt Chad Colton in einer E-Mail. Die beiden Unternehmen werden im Februar 2022 vor Gericht zurückkommen, um Schadenersatz und eine ausstehende Betrugsklage zu klären. Nach dem Urteil reichte Opal einen Antrag ein, Sprinkr vom Verkauf der gesamten Content-Erstellungs- und Planungssoftware, die vom 4. März 2014 bis heute entwickelt wurde, zu untersagen. Ein Urteil wird in Kürze erwartet.